# Claude Lenners
Claude Lenners (* 11. Mai 1956 in Luxemburg) ist ein luxemburgischer Komponist.

## Leben und Wirken
Lenners war Schüler von Alexander Müllenbach und François-Bernard Mâche und studierte an den Konservatorien von Luxemburg und Straßburg sowie Musikwissenschaften an der Universität von Straßburg.
Seit 1992 unterrichtet er Musikanalyse, Komposition und Computermusik am Konservatorium von Luxemburg. 1999 gründete er die Gesellschaft für elektronische Musik Pyramide. 2000 war er künstlerischer Direktor des Festivals für Neue Musik Rainy Days.
Lenners war 1989 bis 1991 Stipendiat der Académie de France in der Villa Medici in Rom. 1991 erhielt er den ersten Preis beim Prix International Henri Dutilleux, 1992 erhielt er den Stipendienpreis der Darmstädter Ferienkurse für Neue Musik. 1993 wurde er mit dem Irino-Preis für junge Komponisten ausgezeichnet.

## Werke
- Lied für Sopran und Klavier, 1982
- Les insectes… für Sopran, Klarinette und Gitarre (Text von Lambert Schlechter), 1984
- Dialog I für zwei Schlagzeuger, 1984
- Dialog II für Bassposaune und Schlagzeug, 1984
- Pentagramma für Oboe, Klarinette, Saxophon, Fagott, Harfe, Klavier, Schlagzeug und zwei Streichorchester, 1985
- Dialog V für Klarinette und Schlagzeug, 1986
- Melisma für vier Saxophone, 1986
- Brush and Trunks für Sopran, vier Klarinetten und vier Schlagzeuger (Text von Liliane Welch), 1986
- Songs between Star-light and Earth-night für Mezzosopran und Orchester, 1988
- Ex abrupto für Flöte und Klavier, 1988
- Frammenti Fuggitivi für Sopransaxophon und zwei Gitarren, 1988
- Monotaurus für Altsaxophon, 1988
- Pulsations für vier Schlagzeuger, 1989
- Nachtschattengesänge für Orchester, 1989
- Zenit für Flöte, Oboe und Sopransaxophon, 1990
- Durch kühle Nacht… für Flöte, Klarinette, Englischhorn, Violine, Viola, Cello und Schlagzeug, 1990
- Half-Moon/Fragments für Flöte, Violine und Klavier, 1990
- Hinter den Blitzen, rot, für Violine, Viola und Cello, 1991
- Pan für Flöte, 1991
- Dialog III für Piccoloflöte und Glockenspiel, 1992
- Alba für Klavier, 1992
- Amalgama für Flöte, Oboe, Klarinette, Englischhorn und Fagott, 1993
- Euphonia I für Flöte, Oboe, Klarinette Fagott, zwei Trompeten, zwei Posaunen und Streichquartett, 1993
- Found in a bottle… für Klarinette, Fagott, Englischhorn, Streichquartett und Kontrabass, 1994
- Tête-à-Tête für Flöte und Violine, 1994
- Alea iacta est für Flöte und Klavier, 1995
- Albo notando lapillo für Flöte und Klavier, 1995
- Vol de nuit für Flöte, Klarinette, Kontrabass, Klavier und Schlagzeug, 1995
- Langue de feu für Sopran, Klarinette, Kontrabass, Klavier und zwei Schlagzeuger (Text von Dante Alighieri), 1995
- Leni privat für Gesang, 1995
- Gruppenbild mit Dame für Sopran, Flöte, Klarinette, Kontrabass, Klavier und zwei Schlagzeuger, 1995
- Klagelied für Sopran und Klavier (Text von Georg Trakl), 1995
- Ipso facto für Flöte und Klavier, 1996
- Blau, des Falters Flügel für Violine, Viola und Cello, 1997
- Dream Museum für Sopransaxophon, Violine, Klavier und Schlagzeug, 1997
- Das Schweigen der Natur für Shakuhachi und Koto, 1997
- Octopus für Schlagzeug, 1997
- Buch der Unruhe für Orchester, 1997
- Hetaera Esmeralda für Sopran, Glasharmonika, zwei Harfen, Violine, Viola, Cello und zwei Schlagzeuger, 1997
- Unter fremden Sternen für Cello und Orchester, 1998
- Phaeton für Klavier und Streichorchester, 1999
- Apollo für Violine, 1999
- Cosmic outlook für Klarinette und Klavier, 1999
- Dialog VI für Gitarre und Schlagzeug, 1999
- Nachtgesänge 7 Hälfte des Lebens für Sopran und Klavier (Text von Friedrich Hölderlin), 1999
- Isola volante für Flöte, Harfe und Viola, 2000
- Pegasus für Trompete, 2000
- Mephisto für Klarinette, 2001
- Rotor für Schlagzeug und Live-Elektronik, 2001
- quasi/modo für Symphonieorchester, 2007
- HoMo XeRoX Oper für Sopran, 2 Sprecher, 3 Instrumentalsolisten, Chor und Orchester 2006